# Dvižni most
Dvižni most je premični most, ki z rotacijo odpira razponsko konstrukcijo in v dvignjenem položaju zagotavlja izvajanje prometa ladij ali čolnov. Protiutež in krilo sta zaradi hitrejše in lažje vertikalne rotacije pri tem v ravnotežju. Lahko je eno- ali dvokrilen.
Angleško ime izhaja iz francoskega izraza za tehtnico, ki uporablja isto načelo. Dvižni mostovi so najpogostejša vrsta premičnih konstrukcij, ker se hitro odprejo in za delovanje zahtevajo relativno malo energije, hkrati pa zagotavljajo možnost neomejene višine za ladijski promet.

## Zgodovina
Dvižni mostovi so bili v uporabi že od antičnih časov. V srednjeveškem obdobju so služili kot dostop do gradu, kjer so premoščali obrambni jarek.
Vendar pa do uvedbe parne energije v 1850-ih, težkih oziroma večjih razponov ni bilo lahko hitro premakniti za praktično uporabo.

## Tipi
Poleg eno in dvokrilnih dvižnih mostov, ločimo še naslednje tipe dvižnih mostov in protiuteži, potrebnih za uravnoteženje dvignjene razponske konstrukcije, ki se lahko namesti nad ali pod mostom :
- enojnoklinasti dvižni most (včasih imenovan "Chicago" ali simple trunnion bridge) se vrti okoli velike osi, ki dviga konstrukcijo. Ime Chicago izhaja iz kraja, kjer se je pogosto uporabljal in je fiksni čep izpopolnil Joseph Strauss. [2] Prvi vrtljivi dvižni most je bil izdelan v Čikagu leta 1895 in je bil dolg 115 m. Posebnost tega mostu je, da se konstrukcija s protiutežjo zavrti nazaj stran od kanala, medtem ko se krilo dviguje. Drug tip mostu razvit v Čikagu je iz leta 1902. Most sestavljata dva nosilca, ki se obračata okoli klina, ta pa je podprt z dvema ležajema.

- vrtljivi dvižni most (včasih "Scherzer" ali rolling lift bridge), sproža konstrukcijo z valjanjem po progi, ki spominja na gugalnik. "Scherzer" je patentirana izpopolnitev, ki jo je izdelal ameriški inženir William Donald Scherzer.

- večklinasti dvižni most (multi- trunnion Strauss bridge) je zasnoval J. B. Strauss leta 1905 in ga zgradil v Ohiu. Obstaja več različic tovrstne konstrukcije, vendar v osnovi en klin (glavni) nosi krilo, drug klin pa protiutež. Med največjimi tovrstnimi mostovi je most Michigan Avenue v Michiganu z razponom med glavnima kriloma 102,4 m. Zgrajen je bil leta 1920.

Redkejša vrsta je tip Rall, ki pri odpiranju združuje kotalno dvigalo z vzdolžnim gibanjem na klinih. Patentiral ga je (1901) Theodor Rall.  Eden redkih ohranjenih primerov je most Broadway (1913) v Portlandu, Oregon. 

## Prednosti
- Med vsemi pomičnimi mostovi so najhitrejši, saj se zaradi vertikalnega dviga odpirajo zelo hitro.
- Ne omejujejo plovil po višini.
- Večji del svoje zgradbe imajo izven kanala, kar zmanjšuje možnost poškodb zaradi udara plovil.
- Dvokrilni dvižni mostovi zagotavljajo največjo preglednost pod razponom.
- Oblika krila se z dolžino razpona zmanjšuje.

## Slabosti
- V dvignjenem položaju morajo prenašati velike vetrne pritiske.
- Pogoste so poškodbe centralnih zaklepnih mehanizmov zaradi spremenljive obtežbe.
- Dvokrilni potrebujejo dvojno napajanje z energijo.
- Protiuteži morajo biti izvedene vodoodporno, kar je drago in zahtevno za vzdrževanje.

## Galerija
- Dvižni most za pešce v Gdansku, Poljska
- Dvižni most na reki Mystic, Mystic, Connecticut
- Most Pegasus čez kanal Caen, Normandija, Francija
- Železniški most v Oldenburgu, Nemčija
- Enokrilni dvižni most v protiutežjo zgoraj, Seattle, Washington
- Most Ashtabula, Straussov most v Ohio iz leta 1925
- Železniški most Patagones-Viedma, Argentina. Najdaljši dvižni most na svetu in samo s hidravlično protiutežjo.
- Dvižni most v Montceau-les-Mines, Francija
- Most Pamban v Rameswaramu, Indija, čez ožino Palk